# Lellingeria carrascoensis
Lellingeria carrascoensis är en stensöteväxtart som beskrevs av M. Kessler och A. R. Sm. Lellingeria carrascoensis ingår i släktet Lellingeria och familjen Polypodiaceae. Inga underarter finns listade.